# Majuli

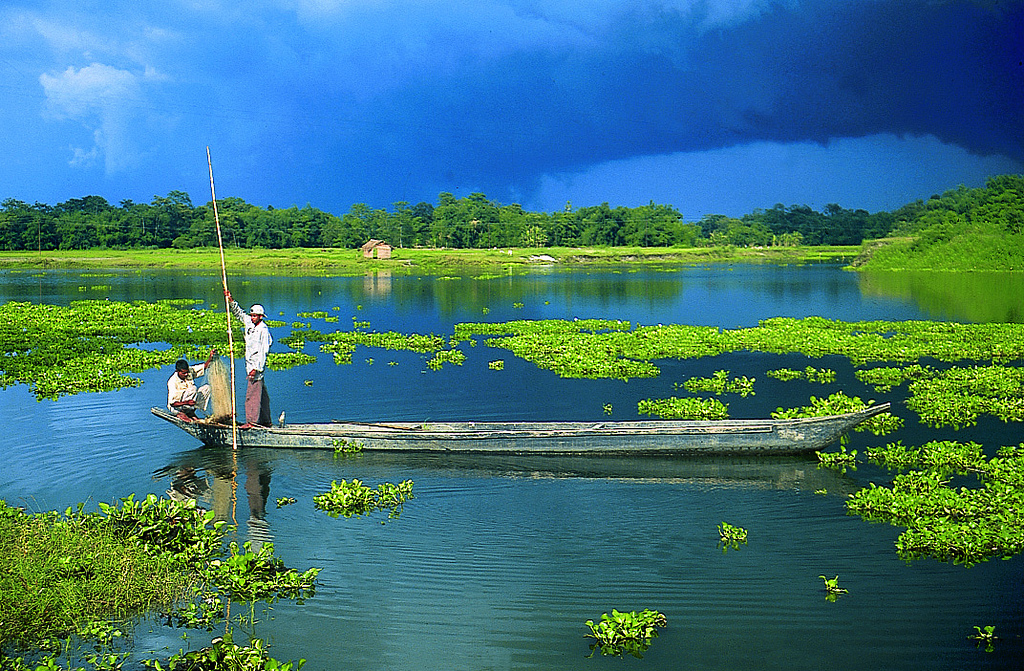
Majuli, 2009.

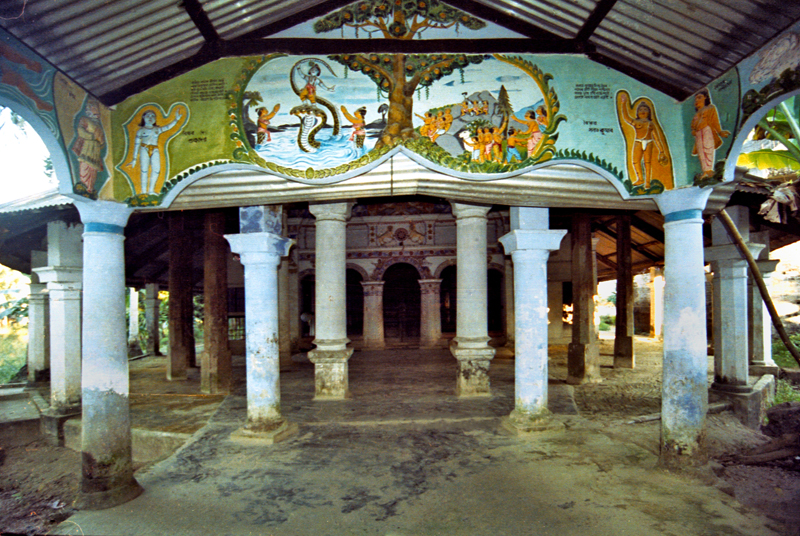
En satra, ett sorts sanktuarium, i Majuli. Byggnaden används av troende inom Ekasarana dharma, en gren inom vaishnavismen.

Majuli är en ö i floden Brahmaputra i Assam, nordöstra Indien. Ön har 170 000 invånare och brukar ibland kallas för världens största flodö, vilket dock är felaktigt. Dess yta har minskat på grund av erosion och är nu 577 km² stor.
Sedan 1979 har indiern Jadav Payeng planterat träd på ön. Tack vare honom täcks nu 550 hektar av skog och ett rikt djurliv med elefanter och tigrar. Dokumentärfilmen Forest man handlar om honom. Den regisserades av William Douglas McMaster och fick pris vid filmfestivalen i Cannes 2014.